# Meganephria albodiscata
Meganephria albodiscata är en fjärilsart som beskrevs av Köhler 1961. Meganephria albodiscata ingår i släktet Meganephria och familjen nattflyn. Inga underarter finns listade i Catalogue of Life.